# Medono (Kaliwiro)
Medono is een bestuurslaag in het regentschap Wonosobo van de provincie Midden-Java, Indonesië. Medono telt 1762 inwoners (volkstelling 2010).